# HD 67087
HD 67087 — одиночная звезда в созвездии Близнецов на расстоянии приблизительно 250 световых лет (около 76,7 парсек) от Солнца. Видимая звёздная величина звезды — +8,04m. Возраст звезды определён как около 1,45 млрд лет.
Вокруг звезды обращается, как минимум, две планеты.

## Характеристики
HD 67087 — жёлто-белая звезда спектрального класса F8V, или F8. Масса — около 1,3 солнечной, радиус — около 1,409 солнечного, светимость — около 2,912 солнечной. Эффективная температура — около 6257 K.

## Планетная система
В 2015 году группой астрономов у звезды обнаружены планеты HD 67087 b и HD 67087 c.
В 2019 году учёными, анализирующими данные проектов HIPPARCOS и Gaia, у звезды обнаружена планета HIP 39767 d.